# Лозниця (притока Ужа, Коростенський район)
Лозниця, Лезниця — річка в Україні, у Коростенському районі Житомирської області. Права притока Ужу (басейн Прип'яті).

## Опис
Довжина 14 км, похил річки — 2,0 м/км. Площа басейну 52,5 км².

## Розташування
Бере початок у Берестовці (до 07.06.1946 року Татарновичі). Тече переважно на північний захід і на південному заході від Дідковичів впадає у річку Уж, праву притоку Прип'яті.